# Чудовишта: Прича о Лајлу и Ерику Менендезу
Чудовишта: Прича о Лајлу и Ерику Менендезу (енгл. Monsters: The Lyle and Erik Menendez Story) друга је сезона америчке серије Чудовиште коју су створили Рајан Марфи и Ијан Бренан за Netflix. Приказана је 19. септембра 2024. Прати убиства Хосеа (Хавијер Бардем) и Кити Менендез (Клои Севињи) из 1989, које су убили њихови синови Лајл (Николас Александер Чавез) и Ерик (Купер Кох). 
Друга је сезона у антологијској серији Чудовишта, након Дамера. Пошто је првобитно наручио програм 2020. као ограничену серију, Нетфликс је 2022. објавио да је обновљен као антологијска серија, са још два издања заснована на животима „других чудовишних личности”. Друга сезона, која се фокусира на браћу Менендез, најављена је да ће бити у развоју 1. маја 2023. Након премијере 19. септембра 2024, сезона је добила помешане рецензије критичара, који су хвалили наступе, али су критиковали њено трајање, недоследни тон и инцестуозни приказ браће Менендез. Ерик Менендез је осудио серију због њених нетачности, посебно због приказа Лајла Менендеза. Трећа сезона је у развоју, са Чарлијем Ханамом у улози Еда Гина.

## Радња
Чудовишта: Прича о Лајлу и Ерику Менендезу бележи случај браће из стварног живота осуђених 1996. за убиства својих родитеља, Хосеа и Кити Менендез. Док је тужилаштво тврдило да су настојали да наследе своје породично богатство, браћа су тврдила — и остала непоколебљива до данас, пошто служе доживотне казне без могућности условног отпуста — да су њихови поступци произашли из страха од дуготрајног физичког, емоционалног и сексуалног злостављања.

## Епизоде
| Бр. еп. (укупно) | Бр. еп. (у сезони) | Наслов                 | Редитељ       | Сценариста                                            | Премијера           |
| ---------------- | ------------------ | ---------------------- | ------------- | ----------------------------------------------------- | ------------------- |
| 11               | 1                  | Окриви кишу            | Карл Френклин | Рајан Марфи & Ијан Бренан                             | 19. септембар 2024. |
| 12               | 2                  | Разбацивање новцем     | Карл Френклин | Ијан Бренан и Дејвид Макмилан                         | 19. септембар 2024. |
| 13               | 3                  | Брате, имаш ли ситног? | Парис Баркли  | Ијан Бренан и Дејвид Макмилан                         | 19. септембар 2024. |
| 14               | 4                  | Убити или бити убијен  | Парис Баркли  | Ијан Бренан и Дејвид Макмилан                         | 19. септембар 2024. |
| 15               | 5                  | Повређени мушкарац     | Мајкл Апендал | Ијан Бренан                                           | 19. септембар 2024. |
| 16               | 6                  | Не сањај, готово је    | Макс Винклер  | Рајан Марфи и Ијан Бренан                             | 19. септембар 2024. |
| 17               | 7                  | Време је за акцију     | Мајкл Апендал | Дејвид Макмилан, Рајли Смит и Тод Кубрак              | 19. септембар 2024. |
| 18               | 8                  | Сеизмичка померања     | Ијан Бренан   | Ијан Бренан                                           | 19. септембар 2024. |
| 19               | 9                  | Вешала                 | Мајкл Апендал | Дејвид Макмилан, Рајли Смит, Тод Кубрак и Ијан Бренан | 19. септембар 2024. |

## Контроверзе
Сезона је наишла на реакцију због инцестуозног приказа браће Менендез. Пишући за Vulture, Џен Чејни истиче „сцене у којима провокативно плешу на забавама и како су ухваћени како се заједно туширају“ због којих „одбојкашка сцена у Топ гану делује суптилно у поређењу са тим“. Ово је додатно истакнуто сценом где браћа деле кратки пољубац, који Никол Васел из Гламура описује као „непријатан додатак причи која је већ тешка за стомак.“ Гледаоци су је такође оптужили да је сензационализовала злостављање браће и претворила је у фиктивни инцестуозни однос.“ Вештак за суђење и новинар Роберт Ранд, аутор књиге „Убиства Менендез“, означио је наводе о инцесту као „фантазију“ и истакао да не постоје веродостојни докази који подржавају такве тврдње. Објаснио је да, иако су неке гласине кружиле током суђења, биле су неосноване, а серија је искривила однос браће ради драматичног ефекта. Као одговор, Марфи је бранио инцестуозни приказ као „обавезу за приповедаче”, рекавши да „оно што емисија ради представља представљање гледишта и теорија толиког броја људи који су били укључени у случај. Доминик Дјун је написао неколико чланака који говоре о тој теорији.

### Одговор Ерика Менендеза
20. септембра 2024, Ерик Менендез је одговорио на серију, рекавши: „Веровао сам да смо превазишли лажи и разорне портрете карактера, стварајући Лајлову карикатуру укорењену у ужасним и очигледним лажима које су распрострањене у серији“. Менендез је опис њега и Лајла назвао „обесхрабрујућом клеветом”. Такође је прозвао творца серије и ко-сценаристу Рајана Марфија, рекавши: „он не може бити овако наиван и нетачан у погледу чињеница наших живота да би то урадио без лоше намере“. Одговарајући на Менендезову изјаву, Марфи је објаснио: „Било је четворо људи умешано у то— двоје од њих су мртви, а двоје су живи са својим ставом. Али шта је са родитељима? Имали смо обавезу као приповедачи да такође покушамо да прикажемо причи из њихове перспективе на основу нашег истраживања које смо и урадили“.